# Malik Haddad
Malik Haddad (ur. 5 lipca 1927 w Konstantynie, zm. 2 czerwca 1978 w Algierze) – algierski pisarz i poeta tworzący w języku francuskim.

## Życiorys
Wykształcenie podstawowe i średnie odebrał w szkołach francuskich. Następnie wyjechał do Aix-en-Provence na studia prawnicze, jednak ich nie ukończył. Pracował w Camargue, a następnie w Radiu Francuskim jako dziennikarz.
We Francji Haddad pozostał do zakończenia wojny w Algierii, następnie udał się do niepodległej Algierii i został zatrudniony przez ministerstwo informacji i kultury. Samodzielnie podjął naukę języka arabskiego, opowiadał się za pełną arabizacją algierskiej administracji. Zrezygnował z pisania powieści, przez pewien czas publikował jeszcze wiersze na łamach różnych czasopism, był aktywny jako publicysta, następnie jednak całkowicie zarzucił działalność literacką.

## Twórczość
Haddad zaczął tworzyć podczas pobytu we Francji. Największy wpływ na jego poezję miały wiersze poetów francuskiego ruchu oporu, Paula Éluarda i Louisa Aragona. W tonie zbliżonym do utworów wymienionych twórców utrzymane były dwa wydane we Francji tomy poezji Haddada: Nieszczęście w niebezpieczeństwie opublikowany w 1956 oraz Słuchaj, a ja cię zawołam z 1961. Od 1958 do 1961 Haddad tworzył również powieści, w których ukazywał sytuację Algierczyków pod kolonialnym panowaniem francuskim, opisywał ich walkę o niepodległość. Kolejno wydał cztery powieści:
- Ostatni obraz, w 1958
- Podaruję ci gazelę, w 1958
- Uczeń i lekcja, w 1960
- Wybrzeże Kwiatów nie odpowiada..., w 1961[2].

W powieści Ostatni obraz Haddad przedstawił dylematy młodej algierskiej inteligencji w przededniu wojny o wyzwolenie. Głównym bohaterem utworu jest inżynier Sa'id, zaręczony z Francuzką. Zrozpaczony po śmierci ukochanej, która przed wyjazdem do Francji została przypadkowo zastrzelona przez partyzantów, oraz wysadzenie przez nich w powietrze mostu, który sam niegdyś budował, wywołują w nim niepokój wewnętrzny i rozterki. Ostatecznie jednak bohater również dołącza do algierskiego oddziału i ginie w walce. W powieści Podaruję ci gazelę Haddad opisał własne doświadczenia, przedstawiając postać algierskiego literata w Paryżu. Bohater utworu stara się o wydanie powieści, zmaga się z krytyką ze strony skrajnie wrogich Francji Algierczyków, wikła się w romanse. Drugi wątek powieści rozgrywa się w Algierii. Jego głównymi bohaterami są Mulaj i Jaminata – para młodych Arabów, których rodziny nie zgadzają się na małżeństwo. Rodzina Jaminaty pragnie wydać ją za Kabasza, przyjaciela dowódcy miejscowego garnizonu francuskiego, odrzucając Mulaja, który zarabia jako kierowca ciężarówki. Jaminata prosi ukochanego, by na pustyni znalazł dla niej żywą gazelę. Kierowca ściga samochodem zwierzęta, jednak bez skutku – dopędzona gazela umiera z wyczerpania. W czasie kolejnego spotkania młodych Jaminata proponuje Mulajowi współżycie, by mogła urodzić jego dziecko. Młodzi mają nadzieję na ślub po powrocie młodzieńca z kolejnego kursu ciężarówką przez pustynię, jednak w trakcie przejazdu Mulaj gubi drogę na pustyni i umiera, gdy kończą się zapasy wody. Śmierć przyjmuje z godnością, uznając ją za konsekwencję bezsensownego zabicia gazeli. Akcja utworu zostaje zawieszona – narrator nie rozstrzyga, co stało się z Jaminatą, bezskutecznie czekającą na powrót Mulaja.
Także w powieści Uczeń i lekcja Haddad poruszał temat algierskiego ruchu niepodległościowego. Głównym bohaterem utworu jest Salah Idir, lekarz, który z powodu ogromnego zaangażowania w swoją pracę nie interesuje się walką o wyzwolenie Algierii. Jego córka Fadila, zaangażowana w ruch antyfrancuski, gardzi nim. W decydującym momencie Salah Idir nie waha się jednak ukrywać jej ukochanego, także działacza algierskiego. Nakazuje także Fadili urodzić pozamałżeńskie dziecko, gdyż wierzy, że w wolnej Algierii ważne będzie każde życie.
Charakterystyczną cechą twórczości Haddada jest skupienie się na uczuciach bohaterów, dogłębne opisywanie ich wewnętrznych przeżyć w różnych sytuacjach. Pisarz wnikliwie charakteryzuje uczucia miłości, przyjaźni, tęsknoty za ojczyzną na emigracji, odwagi w sytuacjach krańcowych. Regularnie powracają w jego dziełach problemy intelektualnych rozterek algierskiej inteligencji, francuskojęzycznej, nieznającej ludowej kultury arabskiej i berberskiej, ale sympatyzującej, a następnie aktywnie wspierającej walkę o niepodległość. Postacie z jego powieści są skonstruowane z dużą siłą wyrazu, bogato i wnikliwie.